# پرچینک
پرچینک، روستایی است از توابع بخش مرکزی شهرستان قائم‌شهر در استان مازندران ایران. و از سمت شمال و شرق به جنگلهای شهرستان ساری, و از غرب به روستای ریکنده و از سمت جنوب به روستای سیدابوصالح متصل است

## جمعیت
این روستا در کوهساران قرار داشته و براساس آخرین سرشماری مرکز آمار ایران که در سال ۱۳۸۵ صورت گرفته، جمعیت آن ۱۰۳نفر (۲۹خانوار) بوده‌است.